# 重力异常

EGM2008模型中，全球自由空间重力异常的分布图（以毫伽为单位）

重力异常（英語：Gravity anomaly）在大地测量学中用于描述真实重力与正常重力之间的差异。在大地水准面上，某点处的真实重力矢量与该点沿法线到参考椭球面上投影处的正常重力矢量之差，被称为该点处的重力异常矢量，该点处的重力异常则是这一重力异常矢量的大小。有时也称这一重力异常为混合重力异常，而将大地水准面上同一点处的真实重力矢量与正常重力矢量之差（即重力扰动）称为纯重力异常。重力异常矢量的方向被称为垂线偏差。

## 数学表达
设大地水准面上有某一点 {\displaystyle P} ，其沿参考椭球面的法线 {\displaystyle n'} 至椭球面上的投影 为 {\displaystyle Q}。 {\displaystyle P} 点处测量得到的真实重力矢量为 {\displaystyle {\vec {\mathbf {g} }}_{P}}，而 {\displaystyle Q} 点处计算得到的正常重力矢量为 {\displaystyle {\vec {\mathbf {\gamma } }}_{Q}}，则 {\displaystyle P} 点处的重力异常矢量为：
{\displaystyle \Delta {\vec {\mathbf {g} }}={\vec {\mathbf {g} }}_{P}-{\vec {\mathbf {\gamma } }}_{Q}}

## 大地测量与地球物理学

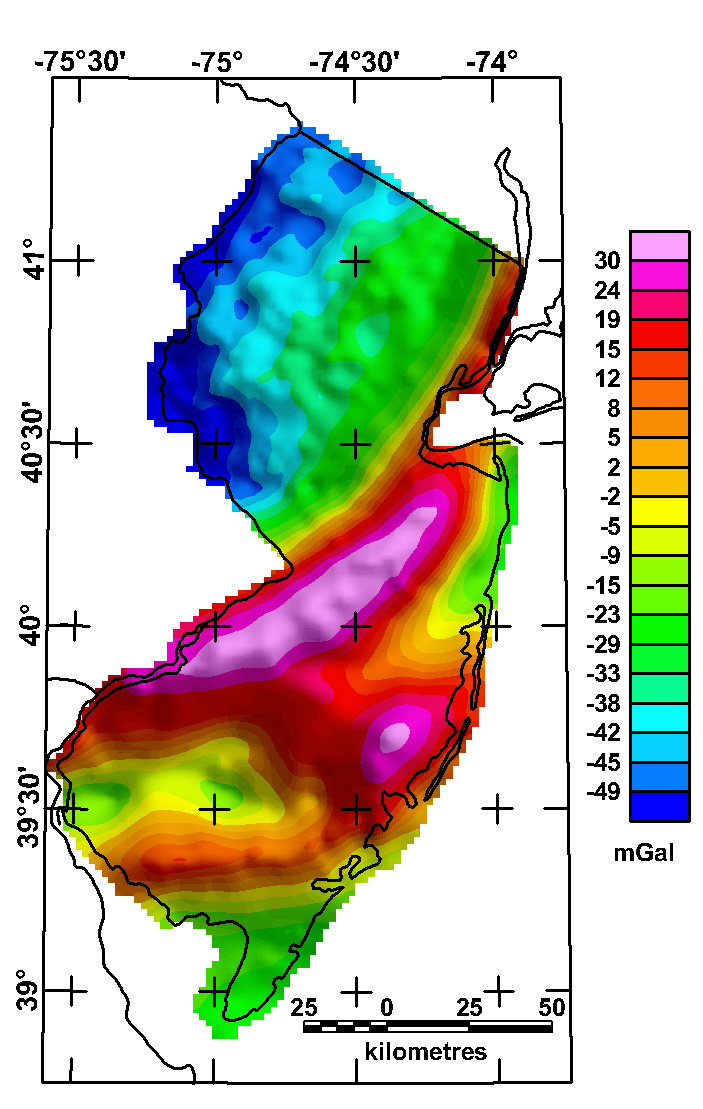
新泽西州的布格重力异常分布图（USGS）

在大地测量和地球物理学中，最常见的理论模型是椭球表面重力。
为理解源于地下的重力异常，应做一些必要的还原以测量重力值：
1. 除去理论重力只留下当地影响值。
2. 每个重力测量点的海拔值要还原至相关基准以便进行整体数据比对，这是地表修正（Free-air Correction），加上已除去理论值的重力观测值便是地表异常（free-air anomaly）。
3. 正常的重力梯度（重力海拔变化率），如地表通常为0.3086伽/米（mGal/m），或考虑该点下面岩石平均密度（2.67 g/cm³）的布格梯度（Bouguer gradient）为0.1967伽/米（mGal/m, 19.67 µm/(s²·m)），该数值源于重力减布格板块密度0.1119 伽/米（mGal/m, 11.19 µm/(s²·m)) 。简言之，要做重力测量与大地水准面之间实质影响的修正。接著构建这两个值的模型以形成无限多板块的厚度，这些板块没有横向密度变化，但是每个板块与其上下的板块的密度不同，这个就是布格修正（Bouguer Correction）。
4. 特殊情况下的数字地形模型（DTM）。一种由模型结构计算来的地形修正，计算陡侧密度改变影响，如：高原、悬崖、陡岭等。

因如上还原，使用不同方法：
- 自由空间重力异常（英语：Free-air_anomaly）：应用正常梯度0.3086，但是没有地形模型。该异常表示该点向下移动，随同整个地形形状。这个简易方法适用于很多大地测量应用。
- 简单布格异常（英语：Bouguer_anomaly）：按布格梯度（Bouguer gradient）向下还原0.1967。这种异常解决貌似在平原上的异常点。
- 完全布格异常（refined or complete Bouguer anomaly，通常缩写为ΔgB）：使用标准密度2.67g/cm³（花岗岩，石灰石）尽可能准确地考虑数字地形模型（DTM）。布格异常可以表示地下岩石的不同密度影响，是理想的地球物理学方法。
  - 两个不平衡地形的微分引力影响差值是地形影响，通常为负（达到100毫伽）。
  - 法耶重力异常（Faye's anomaly）与ΔgB的差值是布格归算（Bouguer reduction），即地形引力。
- 特殊方法如Poincare-Prey，使用0.009毫伽每米（90 nm/(s²·m)）的内部重力梯度。该方法应用于钻孔内部重力或特殊大地水准面的计算。

由于地壳均衡布格异常在山体中通常为负值：根部岩石密度比周围地幔低。典型异常如阿尔卑斯山 （页面存档备份，存于）中央值为负150毫伽（−1.5 mm/s²）。比较局部的异常应用于地球物理学：如果为正值，可能预示金属矿石。在衡量整个山脉和矿体后，布格异常可以预测矿石种类。例如，横跨新泽西中部的东北—西南走向山脉（见图）
表示出一处由致密玄武岩填充的三叠纪地堑。盐丘在重力地图中通常表现为低点，因为盐的密度比石丘的密度低。异常可以帮助区分沉积盆地中填充的与周围区域密度不同区——如英國與愛爾蘭的重力異常分布。

## 卫星测量
在太空中可以大规模地探测出重力异常。 美國德克薩斯大學太空研究中心及美國航空暨太空總署的重力復原及氣候實驗项目（Gravity Recovery and Climate Experiment, GRACE），使用两颗精密測定其間距離的卫星，来全天候監测整个地球的重力改变。

## 天文学
空间中比预期质量密度高的区域会产生重力异常。观测银河系与其他星系间的重力异常引出暗物质假设。

## 外部連結
- Bouguer anomaly theory
- Bouguer anomalies of Belgium. The blue regions are related to deficit masses in the subsurface - e.g. lower rock density beneath the mountains